# Belvedere (Montevideo)

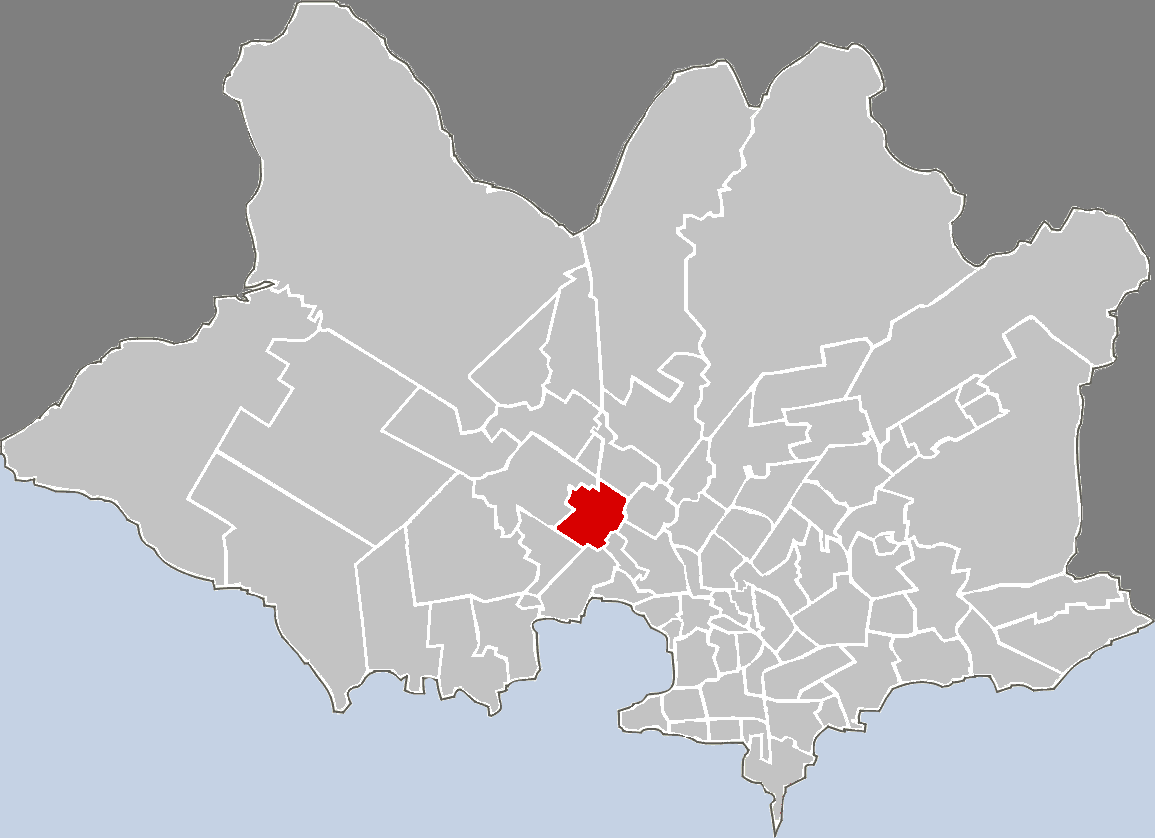
Lage von Belvedere in Montevideo

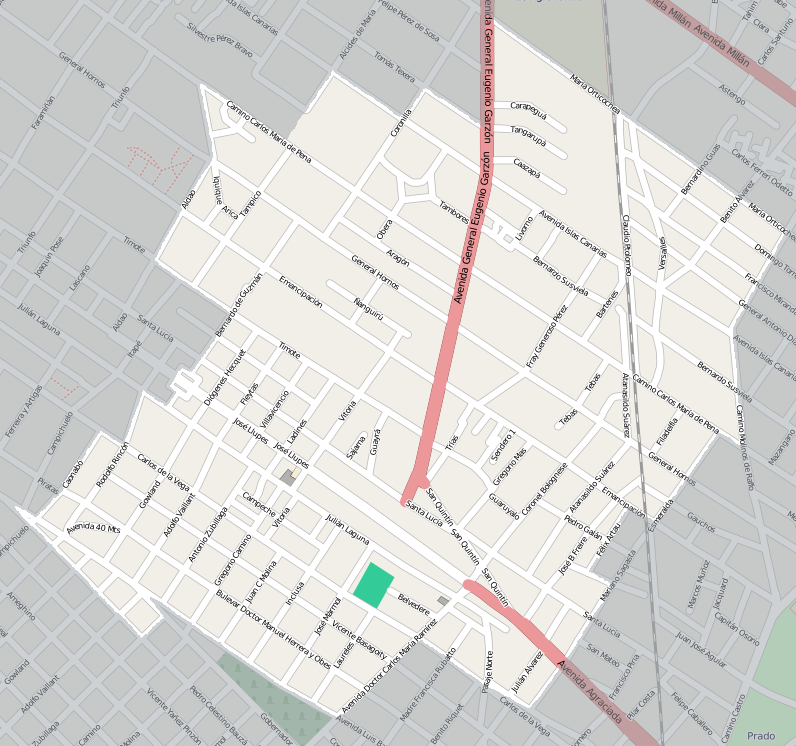
Plan von Belvedere

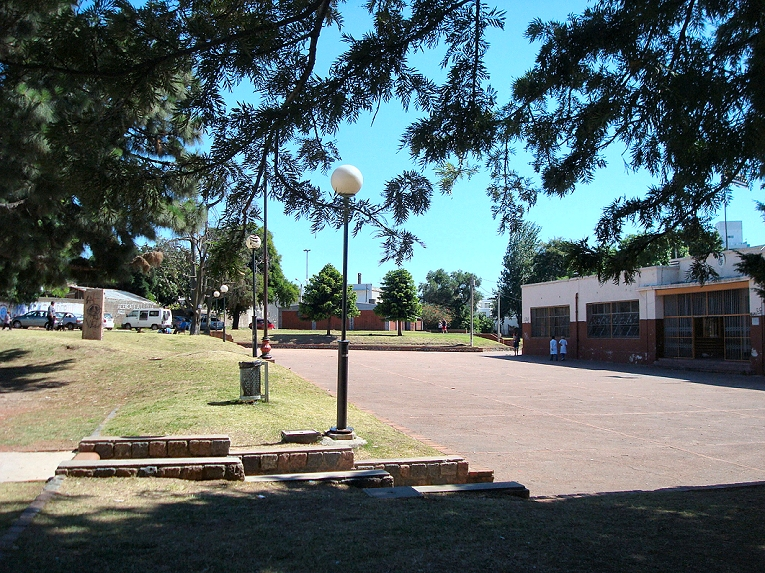
Parque Bellán

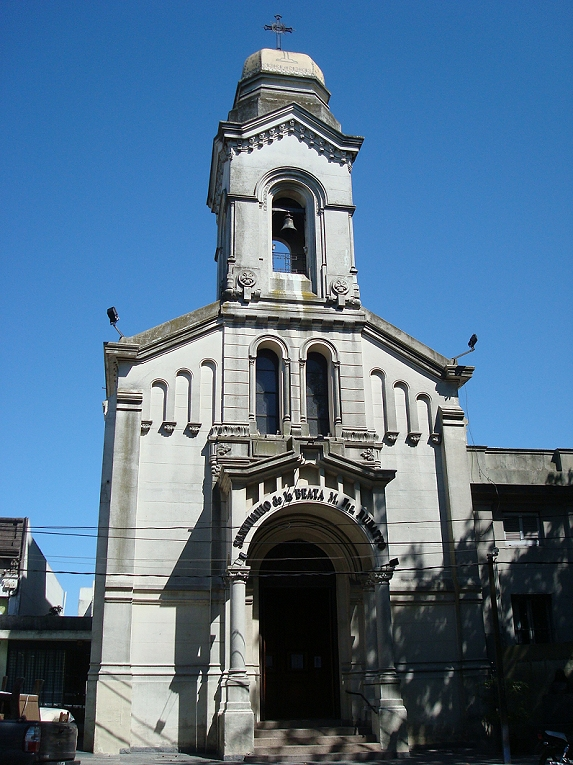
Santuario Beata M. Francesca Rubatto

Belvedere ist ein Stadtviertel (Barrio) der uruguayischen Hauptstadt Montevideo.

## Lage
Der im zentralen Süden des Departamento Montevideo auf dem höchsten Punkt der der Cuchilla Grande zugehörigen Cuchilla de Juan Fernández gelegene montevideanische Stadtteil, grenzt laut Orestes Araújo an Nuevo París und Villa Victoria. Es weist eine Grundfläche von etwa vier Hektar auf. Das Instituto Nacional de Estadística (INE) erwähnt als angrenzende Barrios westlich ebenfalls Nuevo París. Zudem schließen danach südwestlich bis südöstlich Tres Ombúes – Pueblo Victoria, La Teja und Prado - Nueva Savona an. Im Osten sind Paso de las Duranas und Sayago gelegen. Im Norden grenzt Conciliación an. Das Gebiet Belvederes ist den Municipios A und G zugeordnet.

## Geschichte
Gegründet wurde Belvedere 1892 von Francisco Piria. Piria hatte hier seinerzeit seine Sommerresidenz. Der Name des Barrios rührt von dem Ausblick her, den man dort aufgrund der beschriebenen Lage hat. Allerdings war die Gegend im Grunde dem im Jahre 1869 gegründeten und somit seinerzeit bereits existierenden Nuevo París zugehörig. Dies führt in der heutigen Zeit wie in vielen anderen Bereichen Montevideos oftmals dazu, dass Zweifel über die genaue Zuordnung eines Gebiets zu einem Viertel bestehen.

## Herkunft des Namens
Der Name Belvederes entlehnt sich den Ausdrücken „bella vista“ oder „bello ver“ und bedeutet demnach „schöne Aussicht“.

## Infrastruktur
Die bedeutendste Straße dieses Viertels ist die Avenida Carlos María Ramírez. Im Stadtteil befinden sich der Parque Bellán und das Estadio Belvedere, welches dem Fußballklub Liverpool Montevideo als Heimspielstätte dient. Mindestens zu Beginn des 20. Jahrhunderts hatten hier die Hermanas Capuchinas ihren Sitz.

## Söhne und Töchter Belvederes
- Esteban Klísich (* 1955), Gitarrist, Komponist, Autor